# Olbramkostel
Olbramkostel (en allemand : Wolframitzkirchen) est un bourg (městys) du district de Znojmo, dans la région de Moravie-du-Sud, en République tchèque. Sa population s'élevait à 525 habitants en 2020.

## Géographie
Olbramkostel se trouve à 11 km au nord-ouest de Znojmo, à 57 km au sud-ouest de Brno et à 169 km au sud-est de Prague.
La commune est limitée par Vranovská Ves et Pavlice au nord, par Kravsko à l'est, par Žerůtky et Milíčovice au sud, et par Vracovice et Šumná à l'ouest.

## Histoire
La première mention écrite de la localité date de 1263.

## Transports
Par la route, Olbramkostel se trouve à 11 km de Znojmo, à 81 km de Brno et à 195 km de Prague.